# Praça Tiradentes (Ouro Preto)
A Praça Tiradentes é uma praça localizada na cidade de Ouro Preto, em Minas Gerais. Foi o local onde a cabeça do mártir da independência, Joaquim José da Silva Xavier, o Tiradentes foi exposta (1792) em Vila Rica, atual Ouro Preto. No local onde estivera o poste (atual praça Tiradentes) se encontra hoje um monumento ao mártir. Verifica-se que curiosamente, a estátua em bronze de Tiradentes está de costas para a então residência oficial do governador.

## Histórico
O local onde hoje se encontra a Praça Tiradentes, em Ouro Preto, era conhecido no século XVIII como Morro de Santa Quitéria e durante quase todo o século XIX, chamou-se Praça da Independência. Em 1894, com a inauguração do Monumento em homenagem a Tiradentes , passou a se chamar Praça Tiradentes. Por volta de 1750, começava a se formar o conjunto arquitetônico da praça. Em 1748, aproximadamente, já começava a funcionar no local o novo Palácio dos Governadores. Hoje, a Praça Tiradentes é marcada por dois imponentes prédios: o Museu da Inconfidência (antiga Casa da Câmara e Cadeia - 1784) e o Museu de Ciência e Técnica (antigo Palácio dos Governadores). Compondo o conjunto, há um admirável casario colonial onde se destacam: - Conjunto Alpoim: são diversas casas que teriam sido projetadas pelo brigadeiro José FernandePinto Alpoim, que vão do número 52 ao 70. Entre elas, está a casa de D. Manuel de Portugal e Castro, que foi o último governador da Capitania de Minas Gerais no período colonial. As três grades das sacadas apresentam uma curiosidade; nelas se encontram a inscrição: “ para memória do benefício imortal teu nome fica gravado neste metal .” Há uma lenda que conta que a amante do governador é que teria mandado fazer a inscrição na sacada de sua casa. - Casa da Baronesa. Nº 33. - Câmara Municipal e Posto de Informações Turísticas. Nº 41. - O Restaurante Estudantil – REMOP. Nesse local, no século XVIII, existiu a Santa Casa de Misericórdia. O prédio atual, em estilo neoclássico, já serviu como Fórum no princípio do século.